# Geraldo Lyrio Rocha
Geraldo Lyrio Rocha (ur. 14 marca 1942 w Fundão, zm. 26 lipca 2023) – brazylijski duchowny katolicki, arcybiskup Mariana w latach 2007–2018.

## Życiorys
15 sierpnia 1967 otrzymał święcenia kapłańskie i został inkardynowany do archidiecezji Vitória. Pełnił funkcje m.in. ojca duchownego, a następnie rektora diecezjalnego seminarium (1967-1983), dyrektora miejscowego Instytutu Duszpasterskiego i koordynatora duszpasterstwa w archidiecezji (1968-1976).

## Episkopat
14 marca 1984 został mianowany biskupem pomocniczym archidiecezji Vitória, ze stolicą tytularną Thelepte. Sakry biskupiej udzielił mu 31 maja 1984 abp Silvestre Luís Scandián.
23 kwietnia 1990 został ordynariuszem diecezji Colatina.
16 stycznia 2002 został mianowany arcybiskupem diecezji Vitória da Conquista, w stanie Baia. Ingres odbył się 17 marca tegoż roku.
11 kwietnia 2007 Benedykt XVI mianował go arcybiskupem metropolitą Mariany. Kanoniczne objęcie urzędu miało miejsce 23 czerwca 2007.
W latach 2003–2007 pełnił funkcję II wiceprzewodniczącego CELAM. W latach 2007–2011 był przewodniczącym Konferencji Episkopatu Brazylii.
25 kwietnia 2018 papież przyjął jego rezygnację z pełnionego urzędu złożoną ze względu na wiek.